# Ettenheim
Ettenheim (pronunciación en alemán: /ˈɛtn̩haɪ̯m/ⓘ) es una ciudad en el sur del distrito de Ortenau en Baden-Wurtemberg, Alemania, aproximadamente 35 km al norte de Friburgo.

## Etimología
El sufijo -heim es un componente frecuente en topónimos alemanes y significa hogar. En el presente caso refiere al hogar de una cierta persona cuyo nombre se encuentra en la primera parte de la palabra. Por lo tanto, se supone que el fundador fue o el duque alsaciano Ettiko II que murió en 712 o su hijo Eddo (también Etto o Heddo), de 734 a 775 obispo de Estrasburgo.

## Historia
Villa perteneciente al obispado de Estrasburgo, fue destruida el 25 de agosto de 1637 por las tropas de Bernardo de Sajonia-Weimar. En 1803, a la muerte de Louis-René-Édouard de Rohan pasó al Electorado de Baden.

## Puntos de interés
- Reserva Natural y Paisajística Elzwiesen